# Penicillsäure
Penicillsäure ist eine chemische Verbindung aus der Gruppe der Mykotoxine. Ihre chemische Struktur wurde 1936 von John Howard Birkinshaw und seinen Mitarbeitern aufgeklärt.

## Vorkommen
Penicillsäure wird von vielen Pilzen der Gattungen Penicillium, Paecilomyces und Aspergillus gebildet. Die Verbindung wurde erstmals 1913 von Carl Lucas Alsberg und Otis Fisher Black aus Kulturen von Penicillium puberulum isoliert. Die Biosynthese verläuft über 6-Methylsalicylsäure (Tetraketid). Durch ihre weite Verbreitung kann sie auch in Lebensmitteln vorkommen.

## Gewinnung und Darstellung
Die erste praktische Synthese von Penicillsäure wurde 1947 von Ralph Raphael veröffentlicht.

## Eigenschaften
Penicillsäure ist ein kristalliner Feststoff und besitzt unter anderem antimikrobielle, antivirale, antifungale und tumorstatische Eigenschaften. Weiterhin wurde über vasodilatatorische und antidiuretische Wirkungen berichtet. Bei Ratten und Mäusen wirkt die Verbindung cancerogen.
Strukturell liegt die acyclischen γ-Ketosäure Penicillsäure im Gleichgewicht mit dem tautomeren Crotonolacton-Derivat vor.